# Mois national du patrimoine amérindien
 (novembre 2023).
La mise en forme du texte ne suit pas les recommandations de Wikipédia : il faut le « wikifier ».
Les points d'amélioration suivants sont les cas les plus fréquents. Le détail des points à revoir est peut-être précisé sur la page de discussion.
- Les titres sont pré-formatés par le logiciel. Ils ne sont ni en capitales, ni en gras.
- Le texte ne doit pas être écrit en capitales (les noms de famille non plus), ni en gras, ni en italique, ni en « petit »…
- Le gras n'est utilisé que pour surligner le titre de l'article dans l'introduction, une seule fois.
- L'italique est rarement utilisé : mots en langue étrangère, titres d'œuvres, noms de bateaux, etc.
- Les citations ne sont pas en italique mais en corps de texte normal. Elles sont entourées par des guillemets français : « et ».
- Les listes à puces sont à éviter, des paragraphes rédigés étant largement préférés. Les tableaux sont à réserver à la présentation de données structurées (résultats, etc.).
- Les appels de note de bas de page (petits chiffres en exposant, introduits par l'outil «  Source ») sont à placer entre la fin de phrase et le point final[comme ça].
- Les liens internes (vers d'autres articles de Wikipédia) sont à choisir avec parcimonie. Créez des liens vers des articles approfondissant le sujet. Les termes génériques sans rapport avec le sujet sont à éviter, ainsi que les répétitions de liens vers un même terme.
- Les liens externes sont à placer uniquement dans une section « Liens externes », à la fin de l'article. Ces liens sont à choisir avec parcimonie suivant les règles définies. Si un lien sert de source à l'article, son insertion dans le texte est à faire par les notes de bas de page.
- La présentation des références doit suivre les conventions bibliographiques. Il est recommandé d'utiliser les modèles {{Ouvrage}}, {{Chapitre}}, {{Article}}, {{Lien web}} et/ou {{Bibliographie}}. Le mode d'édition visuel peut mettre en forme automatiquement les références.
- Insérer une infobox (cadre d'informations à droite) n'est pas obligatoire pour parachever la mise en page.

Pour une aide détaillée, merci de consulter Aide:Wikification.
Si vous pensez que ces points ont été résolus, vous pouvez retirer ce bandeau et améliorer la mise en forme d'un autre article.
 (novembre 2023).

## Historique
Le 3 août 1990, le président des États-Unis George H. W. Bush a déclaré le mois de novembre Mois national du patrimoine amérindien, également appelé Mois du patrimoine natif américain. Le projet de loi disposait notamment que "le président a autorisé et demandé d'appeler les gouvernements, groupes et organisations fédéraux, étatiques et locaux, ainsi que le peuple des États-Unis, à observer ce mois par des programmes, des cérémonies et des activités appropriés".
Ce projet de loi historique visant à honorer les peuples tribaux des États-Unis a constitué une étape majeure dans la mise en place de cette célébration qui a débuté en 1976 lorsqu'un Indien Cherokee/Osage du nom de Jerry C. Elliott dit "High Eagle" a rédigé la loi sur la semaine de sensibilisation aux cultures amérindiennes, la première semaine historique de reconnaissance des peuples autochtones dans le pays. En 1986, le président de l'époque, Ronald Reagan, a proclamé la semaine du 23 au 30 novembre 1986 "Semaine des Indiens d'Amérique".
Ce mois commémoratif a pour but de fournir une plateforme aux peuples autochtones des États-Unis d'Amérique afin qu'ils puissent partager leur culture, leurs traditions, leur musique, leur artisanat, leur danse, ainsi que leurs modes et concepts de vie. Les autochtones ont ainsi l'occasion d'exprimer à leur communauté, aux responsables de la ville, du comté et de l'État, leurs préoccupations et leurs solutions pour construire des liens de compréhension et d'amitié dans leur région. Les agences fédérales sont encouragées à proposer à leurs employés des programmes éducatifs sur l'histoire, les droits, la culture et les problèmes contemporains des Amérindiens, afin de mieux les aider dans leur travail et de les sensibiliser à la question.

### Première reconnaissance
J.C. Elliott - High Eagle, est à l'initiative de la semaine de sensibilisation aux Indiens d'Amérique, ayant lieu du 10 au 16 octobre 1976 qui fut signée par le président Gerald R. Ford. Il s'agit de la première semaine officielle de reconnaissance nationale des Indiens d'Amérique (Proclamation 4468) depuis la fondation de la nation.

### Proclamation
En 2012, 2013, 2014, 2015 et 2016, le président Barack Obama a proclamé chaque année à la date du 31 octobre que chaque mois de novembre serait le Mois national du patrimoine amérindien. Le président Donald Trump a poursuivi cette "tradition" et a fait de la même manière une proclamation présidentielle annuelle en 2017, en 2018 et en 2019.